# Calling Time
Calling Time é um álbum de estúdio do músico sueco Basshunter, cujo lançamento ocorreu em 13 de maio de 2013, pela Gallo Record Company.

## Lista de faixas
| N.º | Título                                  | Duração |  |
| 1.  | "Saturday"                              | 3:00    |  |
| 2.  | "Dream on the Dancefloor"               | 3:12    |  |
| 3.  | "Crash & Burn"                          | 3:08    |  |
| 4.  | "Wake Up Beside Me" (feat. Dulce María) | 2:41    |  |
| 5.  | "Calling Time"                          | 3:07    |  |
| 6.  | "Far Away"                              | 3:42    |  |
| 7.  | "I've Got You Now"                      | 3:10    |  |
| 8.  | "You're Not Alone"                      | 2:57    |  |
| 9.  | "Rise My Love"                          | 2:33    |  |
| 10. | "Pitchy"                                | 2:15    |  |
| 11. | "I Came Here to Party"                  | 2:48    |  |
| 12. | "Dirty" (feat. Sandra)                  | 2:53    |  |
| 13. | "Lawnmover to Music"                    | 4:21    |  |
| 14. | "Fest i hela huset"                     | 2:50    |  |
| 15. | "Nothern Light"                         | 2:29    |  |

| Faixas bonus |                                            |         |  |
| N.º          | Título                                     | Duração |  |
| 16.          | "Far Away" (Josh's Big Room Remix)         | 4:55    |  |
| 17.          | "Dream on the Dancefloor" (Rude Dog Remix) | 5:10    |  |
| 18.          | "Northern Light" (Candlelight Version)     | 3:09    |  |

## Posições nas tabelas musicais
| Tabela musical                           | Melhor posição |
| ---------------------------------------- | -------------- |
| Estados Unidos (Dance/Electronic Albums) | 25             |